# Retata della lettera verde
La retata della lettera verde (in francese: rafle du billet vert), ebbe luogo il 14 maggio 1941 durante l'occupazione nazista della Francia. L'arresto iniziò il giorno dopo che la polizia francese consegnò una lettera su carta verde (billet vert) a 6.694 ebrei che vivevano a Parigi, ordinando loro di presentarsi per un "controllo".
Oltre la metà dei destinatari fece come indicato, la maggior parte dei quali polacchi e cechi: furono arrestati e deportati in uno dei due campi di transito in Francia. La maggior parte di loro fu internata per un anno per poi essere deportata ad Auschwitz e quindi uccisa. Questa retata fu il primo arresto di massa di ebrei da parte del regime di Vichy durante la seconda guerra mondiale; fu seguita un anno dopo dal rastrellamento del Velodromo d'inverno quando oltre 13.000 ebrei furono deportati e assassinati.

## Contesto storico

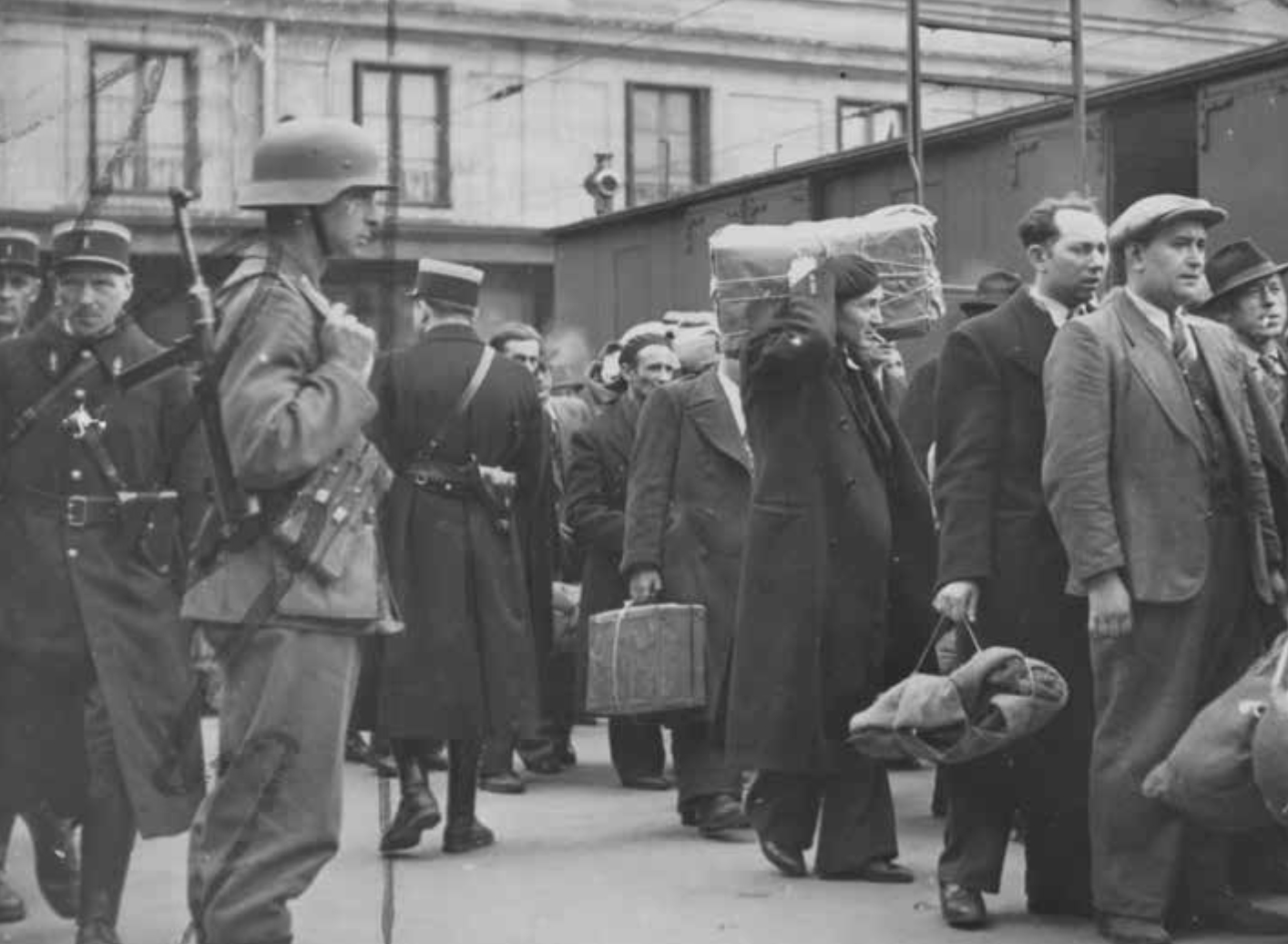
Il rastrellamento avvenuto il 14 maggio 1941

Durante la seconda guerra mondiale la Francia fu invasa dai tedeschi nel maggio 1940, la campagna nazista terminò con l'occupazione di Parigi il 14 giugno e la capitolazione otto giorni dopo. La Francia fu divisa in due grandi regioni, con il nord e l'ovest (compresa Parigi) appartenenti alla zona occupata e amministrata direttamente dalla Germania, il resto alla cosiddetta Zone libre ("Zona franca") a sud e est. Il governo francese sotto il maresciallo Philippe Pétain si trasferì nella città di Vichy nella Zone libre. Il 10 luglio fu sciolto il parlamento ponendo quindi fine alla Terza Repubblica, al suo posto fu creato lo "Stato francese" (État français; più comunemente noto come "regime di Vichy") con Pétain che detenne il potere supremo.
A partire dal 1940, il governo di Vichy adottò le leggi che esclusero gli ebrei e i loro figli dalla partecipazione in alcuni ruoli della società, queste leggi furono approvate senza coercizione dai tedeschi, secondo il capo di stato maggiore del maresciallo Philippe Pétain "La Germania non era all'origine dell'anti-legislazione ebraica di Vichy, tale legislazione era spontanea e autonoma".
Il 22 luglio 1940, il governo di Vichy istituì una commissione speciale per esaminare e revocare la cittadinanza agli ebrei naturalizzati dopo la riforma della legge sulla nazionalità del 1927, con l'obiettivo di allontanare gli "stranieri" dalla società francese. In Francia vivevano circa trecentomila ebrei, di cui quasi la metà erano ebrei fuggiti dall'Europa orientale durante la prima guerra mondiale e, più recentemente, dalla Germania nazista. Nel settembre 1940 le autorità francesi, per ordine dei tedeschi, eseguirono un censimento degli ebrei e il 3 settembre 1940 divenne legale arrestare e incarcerare tutti gli stranieri pericolosi per motivi di sicurezza nazionale e ordine pubblico. L'SS-Hauptsturmführer Theodor Dannecker, rappresentante di Adolf Eichmann a Parigi, desiderava accelerare l'esclusione degli ebrei, non solo registrandoli e depredandone i beni, ma anche internandoli: per raggiungere questo obiettivo, contò sull'aiuto di Karl Theo Zeitschel presso l'ambasciata tedesca a Parigi che si occupò dei rapporti con il Commissariato generale per gli affari ebraici, istituito il 29 marzo 1941.
Il 4 ottobre, il regime di Vichy promulgò una nuova legge sullo status degli ebrei, divenne quindi legale per le autorità locali arrestare gli ebrei stranieri e internarli nei campi speciali. Rudolf Schleier, console generale tedesco a Parigi, in un rapporto inviato a Berlino scrisse:"Il governo francese si è impegnato a inviare tutti gli ebrei nati all'estero nei campi di concentramento nella zona non occupata", e continuò che "gli ebrei saranno arrestati nella Zona Occupata nel momento in cui saranno pronti i campi necessari".
Nel 1941 i campi di Pithiviers, Beaune-la-Roland, Compiegne e Drancy furono operativi, principalmente allo scopo di internare gli ebrei stranieri di Parigi. Il 22 aprile 1941, Dannecker informò il prefetto Jean-Pierre Ingrand, rappresentante del Ministero dell'Interno della Zona Occupata, della trasformazione del campo tedesco di Pithiviers, in origine per prigionieri di guerra francesi, in un campo di internamento per ebrei parigini, con il trasferimento della sua gestione all'ufficio del prefetto del Loiret. Allo stesso tempo, i tedeschi insistettero sull'attuazione della legge del 4 ottobre 1940 che consentì l'internamento degli ebrei stranieri. Al campo di Pithiviers, insufficiente da solo allo scopo, fu aggiunto il campo di internamento di Beaune-la-Rolande, raggiungendo così una capacità totale massima di 5.000 detenuti.

## Operazioni

### Convocazione

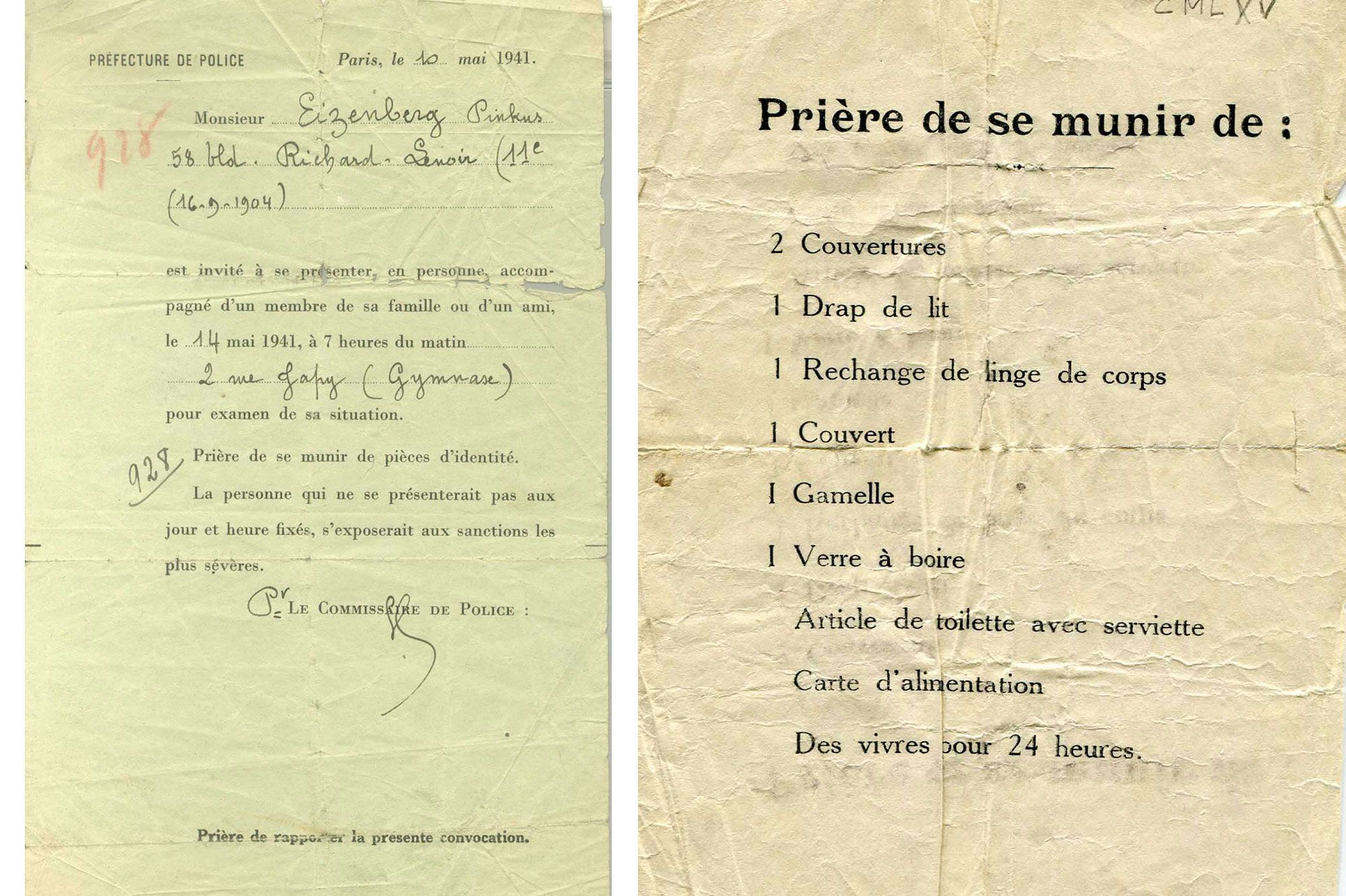
A sinistra, una delle lettere verdi ricevute; a destra l'elenco di oggetti richiesti.

All'inizio del maggio 1941, sulla base del censimento dell'anno precedente, 6.694 ebrei stranieri, per lo più maschi polacchi tra i 18 e i 60 anni residenti nella regione di Parigi, ricevettero una lettera su carta verde (in francese: billet vert), consegnata a mano dalla polizia francese, per un "controllo" (in francese: examen de situation, lett. "esame della situazione") su ordine di Werner Best. Le lettere ordinarono loro di recarsi in uno dei cinque centri (Caserne Napoléon, Caserne des Minimes, rue Edouard-Pailleron, rue de la Grange aux Belles o Gymnase Japy) il 14 maggio 1941, accompagnati da un parente o da un amico.
La lettera diceva:

### Arresti e internamento

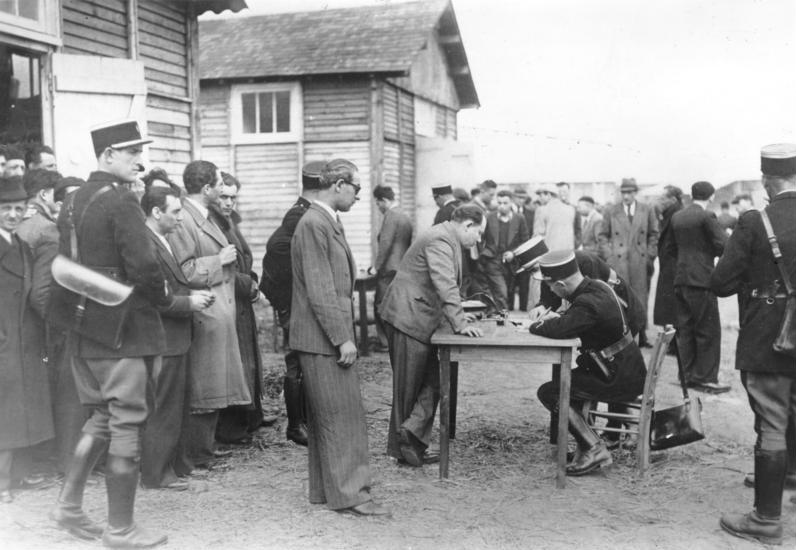
Vittime del rastrellamento registrate dai gendarmi francesi all'arrivo al campo di internamento di Pithiviers.

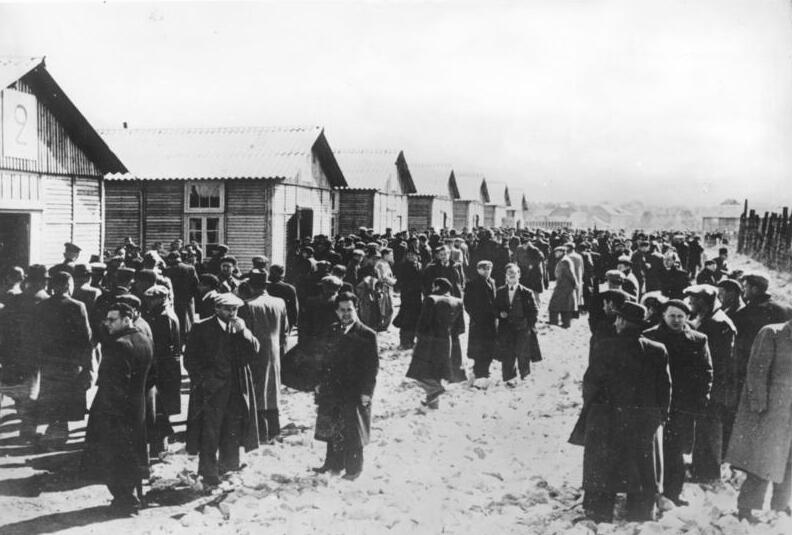
Prigionieri ebrei davanti alle loro baracche nel campo di Pithiviers

Supponendo che si trattasse solo di una formalità amministrativa, 3.700 uomini obbedirono alla citazione, 3.430 polacchi, 157 cechi e 123 apolidi, furono immediatamente arrestati mentre la persona che li accompagnava ricevette un elenco di oggetti da prendere per loro (coperte e lenzuola, vestiti, posate, piatti, borsa da toilette, carta alimentare e cibo sufficiente per 24 ore). I prigionieri furono trasferiti in autobus alla Gare d'Austerlitz e deportati lo stesso giorno con quattro treni speciali in due campi di transito e internamento nel dipartimento del Loiret: 1.700 a Pithiviers e 2.000 a Beaune-la-Rolande. Entrambi i campi furono inizialmente gestiti dalla gendarmeria francese sotto la supervisione amministrativa del prefetto del Loiret, la Croce Rossa francese portò gli aiuti alle famiglie degli internati in entrambi i campi.
I detenuti di Beaune-la-Rolande alloggiarono nella caserma Château d'Eau, il campo si trovava nella zona meridionale, 89 chilometri a sud di Parigi. Il campo aveva due sezioni distinte: una per gli internati e l'altra riservata ai servizi amministrativi (stazione di polizia, infermeria, amministrazione e cucina). Fu un campo di transito e internamento gestito dai francesi e un centro di deportazione per ebrei strettamente associati al campo di Pithiviers. Per più di un anno i prigionieri furono tenuti senza sapere cosa sarebbe successo loro, durante la permanenza i prigionieri furono sottoposti ai lavori forzati sia all'interno che all'esterno del campo, in 700 riuscirono a fuggire. Le autorità tedesche rilevarono le operazioni a Beaune-la-Rolande nel maggio 1942.
Il campo di Pithiviers fu costituito da 19 baracche, mentre, sotto il controllo francese, le SS tedesche esercitarono il controllo e la supervisione. Proprio come a Beaune-la-Rolande, i prigionieri furono sottoposti ai lavori forzati sia all'interno che all'esterno del campo. Alcuni prigionieri si rifiutarono di partecipare ai lavori forzati e organizzarono una rivolta nel giugno 1941, durante la quale alcuni riuscirono a fuggire. Le autorità del campo risposero vietando l'uso della posta e mandando alcuni uomini in prigione. Il capo medico del campo, un medico francese, fu allontanato dalle SS dopo che lo trovarono in sintonia con la difficile situazione dei prigionieri, agli ordini di Dannecker, i tedeschi presero in carico le operazioni a Pithiviers nel maggio 1942.

### Deportazione
L'8 maggio 1942, 289 prigionieri ebrei furono trasferiti al Frontstalag di Royallieu, a Compiègne, da dove partirono il 5 giugno, sul convoglio n° 2 stipati nei carri bestiame, alla volta del campo di concentramento di Auschwitz. Il 25 giugno e il 17 luglio 1942 i restanti prigionieri partirono dalla stazione di Pithiviers sul convoglio n° 4 e sul convoglio n° 6, e il 28 giugno sul convoglio n° 5 dalla stazione di Beaune-la-Rolande, tutti diretti verso Auschwitz dove furono poi assassinati.

## Conseguenze

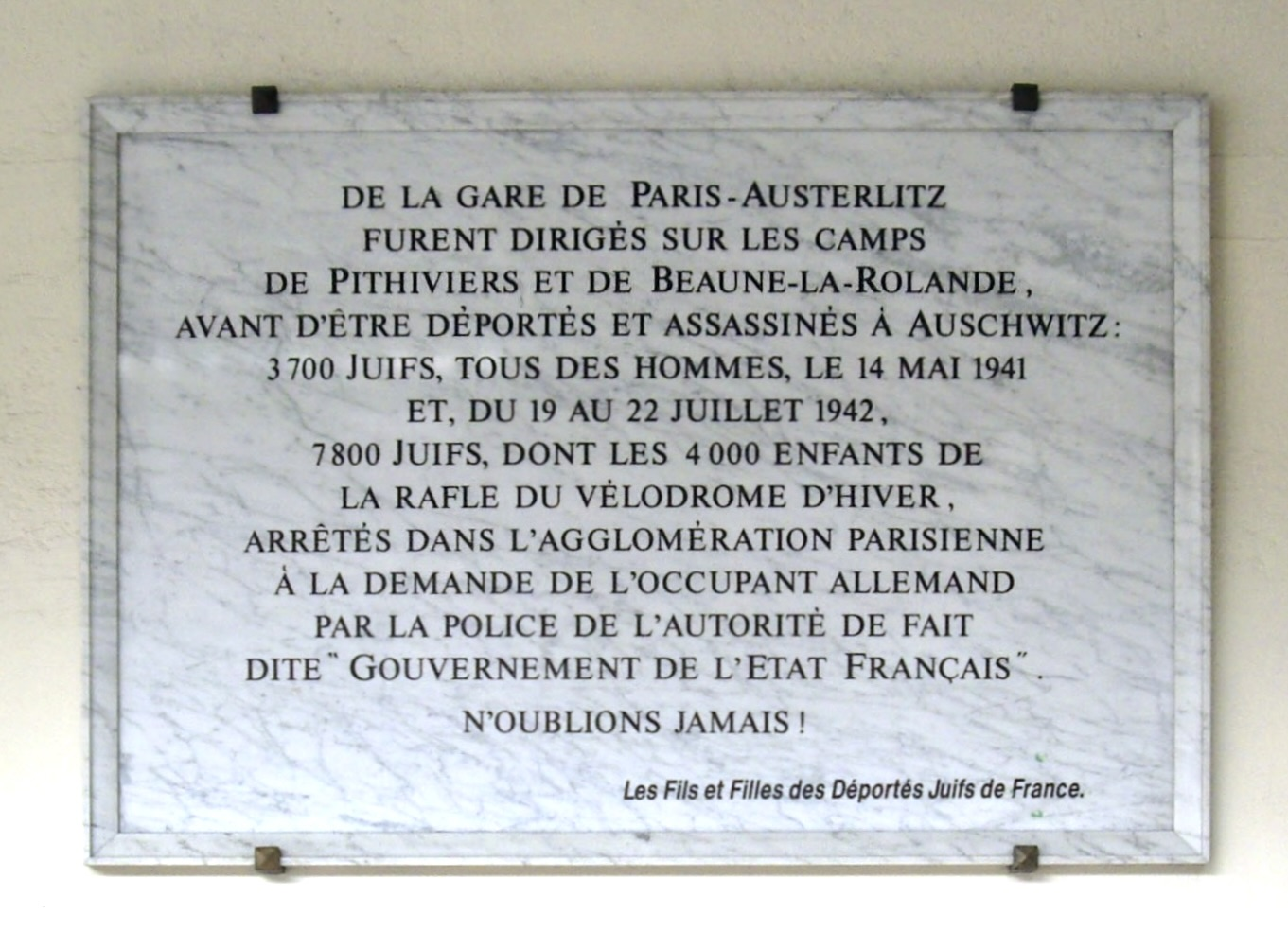
Targa commemorativa alla Gare d'Austerlitz

La retata della lettera verde fu la prima retata di massa nei confronti degli ebrei da parte del regime di Vichy, seguita un anno dopo dalla deportazione e dall'omicidio di oltre 13.000 ebrei durante il rastrellamento del Velodromo d'Inverno.

### Approfondimenti
- (EN) David Drake, Paris at War: 1939-1944, Boston, Harvard University Press, 16 novembre 2015,  p. 544, ISBN 978-0-674-49591-3. URL consultato il 25 maggio 2020.
- (FR) Le rôle des camps de Pithiviers et de Beaune-la-Rolande dans l’internement et la déportation des Juifs de France (PDF), su Cercil archive (archiviato dall'url originale il 4 marzo 2016).
- (FR) Benoît Verny, Berthe Burko-Falcman e Claude Ungar, La «rafle» du billet vert et l’ouverture des camps d’internement du Loiret, su cercleshoah.org, conférence du Cercle d'étude, 2011.
- (EN) Jeremy Josephs, Swastika Over Paris, Londra, Bloomsbury Publishing, 1º maggio 2012,  p. 60, ISBN 978-1-4088-3448-0. URL consultato il 25 maggio 2020.